# Jan Wilczak

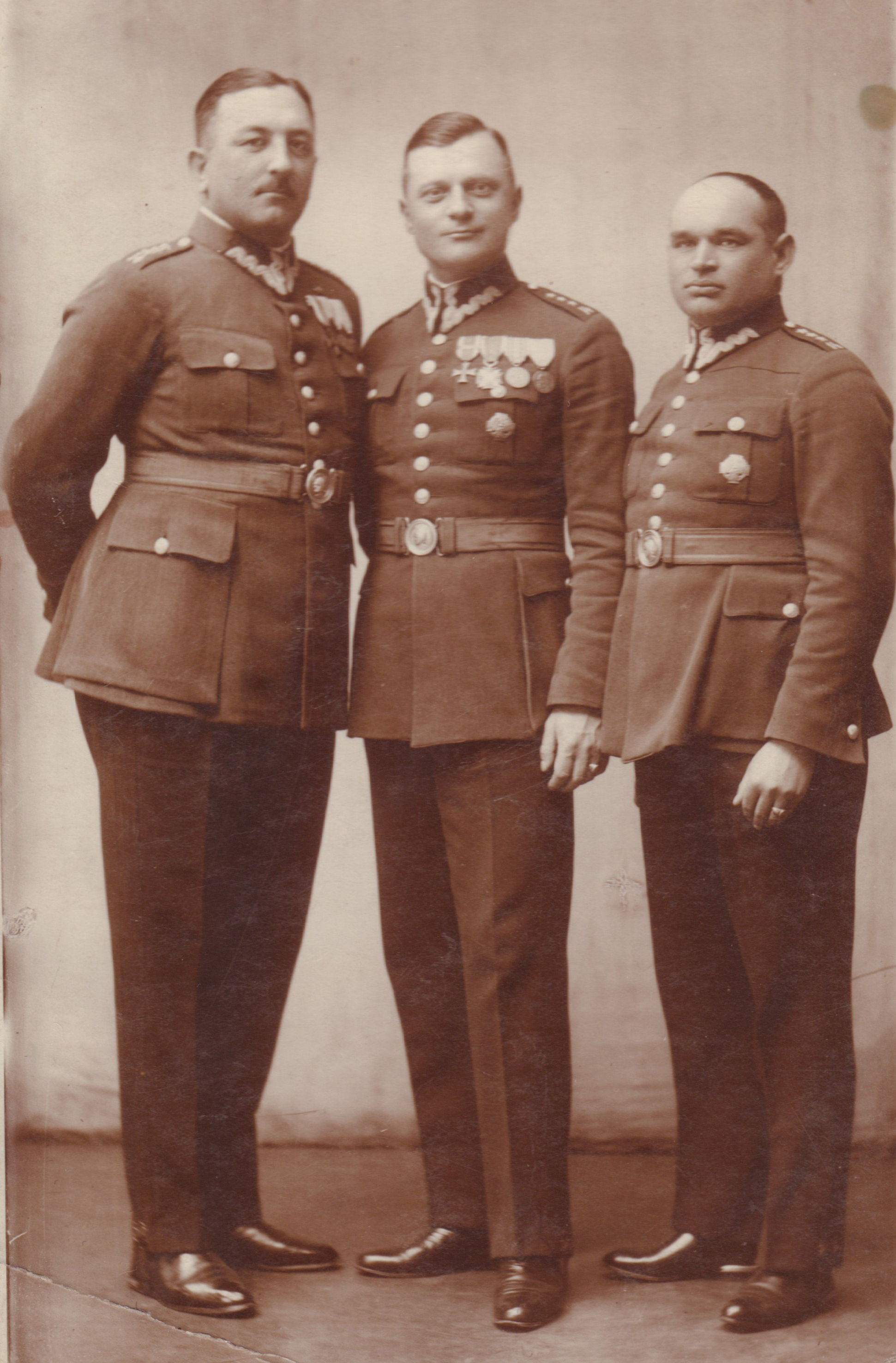
Od lewej kapitanowie 14 pułku piechoty - Emil Zawisza, Jan Wilczak i Mieczysław Sanak.

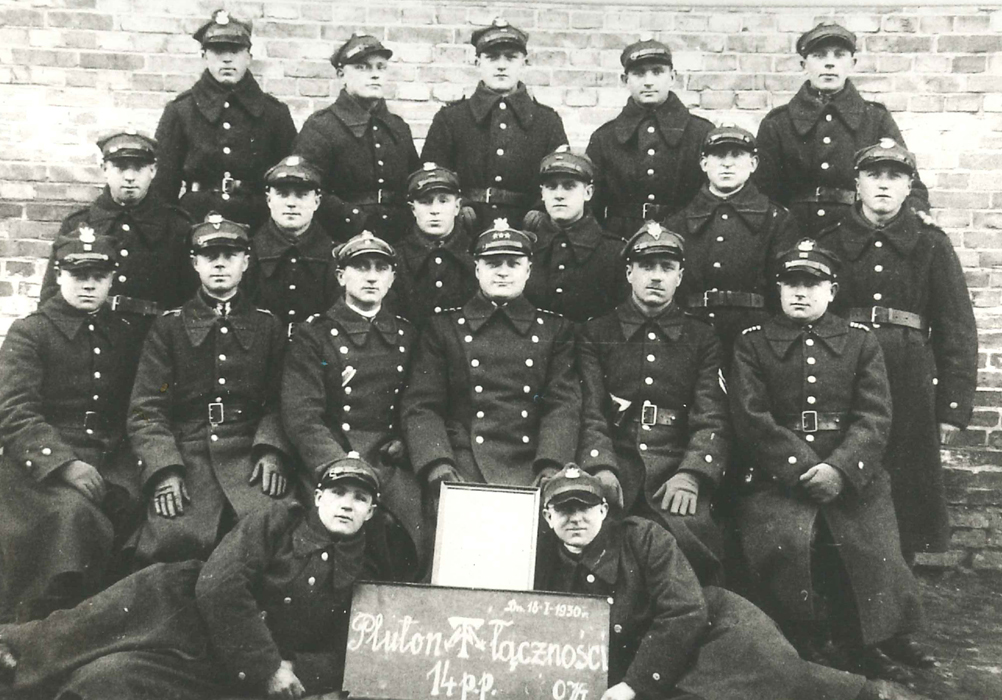
Pluton łączności 14 pułku piechoty w dniu 18 stycznia 1930. W środku siedzi kpt. Jan Wilczak, na lewo od niego siedzi ppor. Józef Koziński.

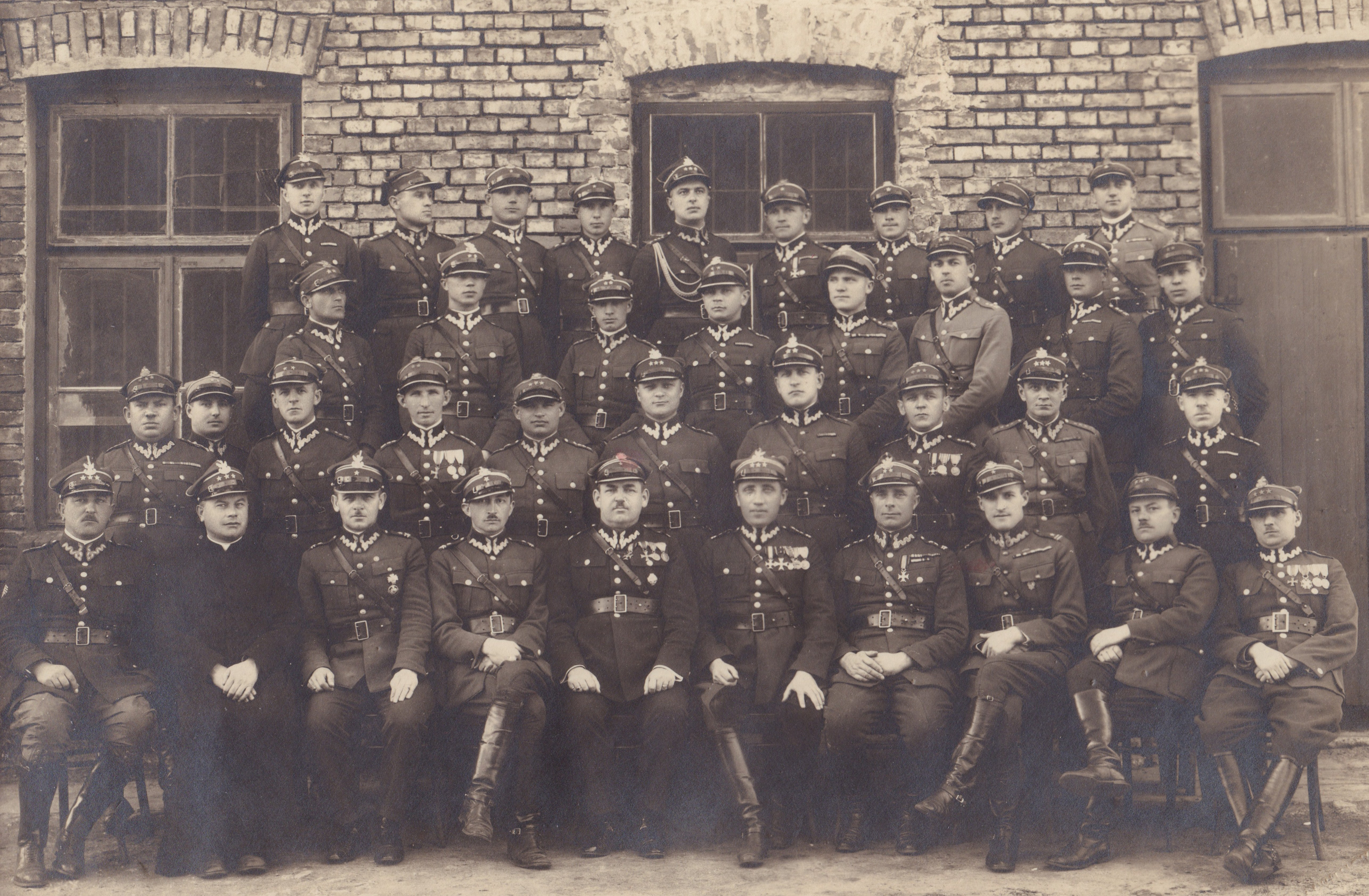
Korpus oficerski 14 pp w I kwartale 1930. W I rzędzie siedzą od lewej: kpt. Emil Zawisza, ks. kpt. Antoni Kosiba, mjr Aleksander Zabłocki, mjr Stanisław Pietrzyk, mjr Mikołaj Świderski, płk Ignacy Misiąg, ppłk Franciszek Sudoł, mjr Aleksander Fiszer, kpt. Józef Tkaczyk i kpt. Stanisław Trojan. W II rzędzie od dołu jako piąty z prawej stoi kpt. Jan Wilczak.

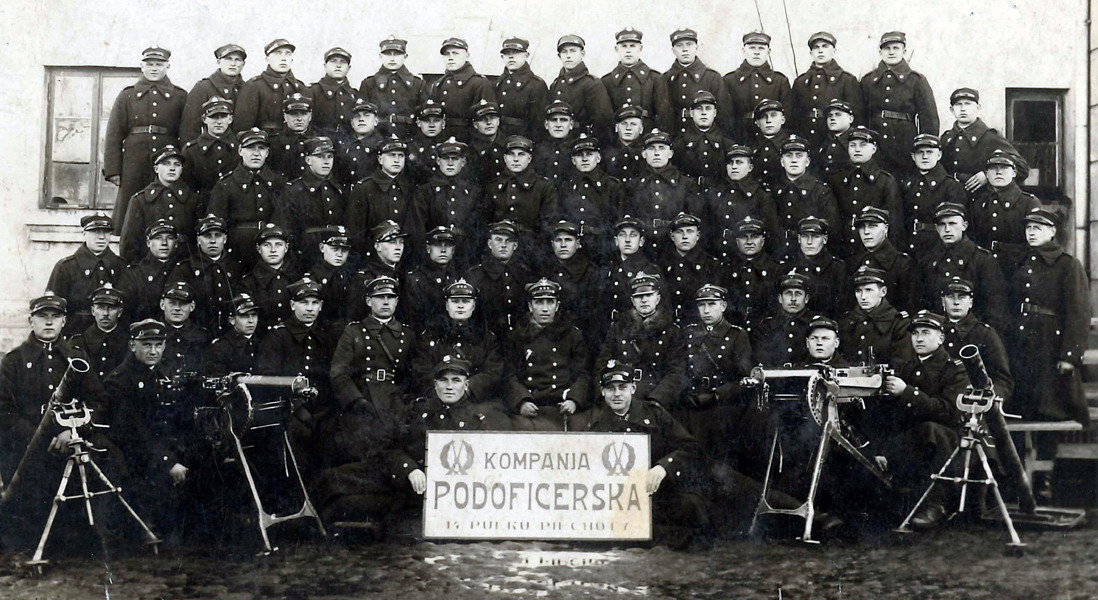
Kompania podoficerska 14 pp w 1932 roku. W środku siedzi płk Ignacy Misiąg, na lewo od niego kpt. Jan Wilczak.

Jan Wilczak (ur. 7 czerwca 1898 w Medyni Głogowskiej, zm. 11 listopada 1941 w Auschwitz) – major piechoty Wojska Polskiego, w czasie kampanii wrześniowej dowódca II batalionu 6 pułku strzelców podhalańskich.

## Życiorys
Urodził się 7 czerwca 1898 w Medyni Głogowskiej, w ówczesnym powiecie łańcuckim Królestwa Galicji i Lodomerii. Naukę pobierał w szkole średniej.
Podczas I wojny światowej służył w cesarsko-królewskiej Obronie Krajowej. Jego oddziałem macierzystym był 34 pułk strzelców.
19 listopada 1918 roku wstąpił do Wojska Polskiego. Ukończył kurs podchorążych piechoty. Służył w 14 pułku piechoty, w którego szeregach walczył na wojnie z bolszewikami. Dowodząc plutonem w II batalionie wyróżnił się 23 marca 1920 w bitwie pod Olewskiem, w której został ranny oraz 25 maja tego roku w bitwie pod Niegoniczami. 10 października 1920 dowódca II batalionu major Stanisław Dąbek sporządził wniosek na odznaczenie Jana Wilczaka Orderem Virtuti Militari. Za odwagę wykazaną w tych walkach odznaczony został dwukrotnie Krzyżem Walecznych. W październiku 1920 pełni funkcję adiutanta II batalionu 14 pp.
Na dzień 1 czerwca 1921 r. nadal pełnił służbę w 14 pułku piechoty, w randze porucznika. Dekretem Naczelnika Państwa i Wodza Naczelnego (marszałka Józefa Piłsudskiego) z dnia 3 maja 1922 r. (dekret L. 19400/O.V.) został zweryfikowany w tymże stopniu ze starszeństwem z dniem 1 czerwca 1919 roku i 2089. lokatą w korpusie oficerów piechoty. W roku 1923 zajmował 1862. lokatę wśród poruczników piechoty, a rok później – 951. lokatę.
Z dniem 7 stycznia 1925 r. został odkomenderowany na IX-ty pięciomiesięczny Kurs Doszkolenia Młodszych Oficerów Piechoty w Chełmnie. W tym samym roku został przeniesiony służbowo na VII-my 6-miesięczny kurs pułkowych oficerów łączności w Obozie Szkolnym Wojsk Łączności w Zegrzu.
Zarządzeniem Prezydenta Rzeczypospolitej Ignacego Mościckiego z dnia 19 marca 1928 r. (sygnatura: B. P. L. 8003-III-28) został awansowany do stopnia kapitana, ze starszeństwem z dniem 1 stycznia 1928 roku i 143. lokatą w korpusie oficerów piechoty. W roku 1930 na liście starszeństwa oficerów korpusu piechoty zajmował 1644. lokatę łączną wśród kapitanów (była to jednocześnie 132. lokata w swoim starszeństwie). Do kwietnia 1932 roku służył we włocławskim 14 pułku piechoty, w którym dowodził różnymi pododdziałami (między innymi plutonem łączności). Na dzień 16 września 1930 r. zajmował stanowisko dowódcy 1 kompanii strzeleckiej w I batalionie 14 pułku piechoty.

## Służba w Korpusie Ochrony Pogranicza[a]
Zarządzeniem Ministra Spraw Wojskowych (podpisanym w zastępstwie przez gen. dyw. Kazimierza Fabrycego) ogłoszonym w dniu 23 marca 1932 r., kapitan Jan Wilczak został przeniesiony (w korpusie oficerów piechoty) z 14 pułku piechoty do Korpusu Ochrony Pogranicza i przydzielony (rozkazem z dnia 6 kwietnia 1932 roku) do batalionu KOP „Podświle”. Na dzień 31 października 1932 r. zajmował stanowisko dowódcy 1 kompanii granicznej KOP „Czyste” (kompania ta została później przemianowana na 1 kompanię graniczną „Krzyżówka”), wchodzącej w skład tegoż batalionu. Na mocy rozkazu M.S.Wojsk. Biura Personalnego Nr 3110-Og.105 z dnia 20 grudnia 1933 r. został powołany, z dniem 10 stycznia 1934 roku, na XXIII trzyipółmiesięczny kurs unifikacyjno-doskonalący dla kapitanów (rotmistrzów) w Centrum Wyszkolenia Piechoty w Rembertowie. Służąc w KOP-ie zajmował w 1932 roku – 121. lokatę wśród kapitanów piechoty w swoim starszeństwie, a w dniu 1 lipca 1933 roku – 1270. lokatę wśród wszystkich kapitanów piechoty (112. lokatę w swoim starszeństwie). W marcu 1934 roku nadana została mu Odznaka Pamiątkowa KOP „Za Służbę Graniczną”.
Awansowany do stopnia majora został na mocy zarządzenia Prezydenta Rzeczypospolitej z dnia 27 czerwca 1935 roku, ze starszeństwem z dniem 1 stycznia 1935 r. i 64. lokatą w korpusie oficerów piechoty. Jako oficer KOP-u na dzień 5 czerwca 1935 r. zajmował 716. lokatę łączną wśród majorów piechoty (była to nadal 64. lokata w starszeństwie).

## W 6 pułku strzelców podhalańskich i wojnie obronnej 1939 roku
Rozkazem Biura Personalnego M.S.Wojsk. z dnia 27 lipca 1935 roku (rozkaz Nr 3110-105-II-3) major Jan Wilczak został przeniesiony (w korpusie oficerów piechoty) z Korpusu Ochrony Pogranicza do 6 pułku strzelców podhalańskich z Sambora – na stanowisko dowódcy batalionu. Potwierdzone to zostało zarządzeniem Kierownika Ministerstwa Spraw Wojskowych – gen. bryg. Tadeusza Kasprzyckiego – opublikowanym w dniu 31 sierpnia 1935 roku.
Na dzień 23 marca 1939 r. zajmował 59. lokatę wśród majorów korpusu piechoty w swoim starszeństwie i piastował stanowisko dowódcy I batalionu 6 pułku strzelców podhalańskich.
W kampanii wrześniowej walczył jako dowódca II batalionu 6 pułku strzelców podhalańskich (batalion ten stacjonował w Drohobyczu), wchodzącego w skład 22 Dywizji Piechoty Górskiej. Jego batalion wraz z macierzystą dywizją, walczącą najpierw w ramach Armii „Karpaty”, a następnie Armii „Kraków”, początkowo osłaniał Olkusz, a od 4 września wycofywał się nad Nidę. Przemieszczając się w kierunku Pińczowa, Miechowa i Stopnicy dotarł ze swym pododdziałem w okolice Buska. O świcie dnia 9 września 1939 r. doszło, na zachód od miejscowości Bronina, do pierwszej zwycięskiej walki czołowego II batalionu 6 pspodh. z niemiecką kolumną zmotoryzowaną (był to Oddział Wydzielony VII Korpusu Armijnego). Powiadomiony przez dywizyjnych kolarzy o zbliżaniu się Niemców batalion mjr. Wilczaka rozbił ogniem ckm i działek ppanc. straż przednią wrogiej kolumny. Po godzinie nastąpił jednakże silny kontratak 27 Dywizji Piechoty (z VII Korpusu) wsparty zmasowanym ogniem artylerii, który rozbił polskie oddziały. I i II batalion 6 pułku strzelców podhalańskich straciły około 250 poległych, a wielu polskich żołnierzy dostało się do niewoli. Podczas bitwy pod Broniną major Jan Wilczak został ciężko ranny.
Po wyzdrowieniu i wyleczeniu ran udał się w swoje rodzinne strony, gdzie prawdopodobnie należał do konspiracji. W 1940 r. na dworcu kolejowym w Rzeszowie został aresztowany. 10 stycznia 1941 r. przybył do obozu koncentracyjnego Auschwitz, gdzie 11 listopada tegoż roku został rozstrzelany (według dokumentacji SS rozstrzelany został 10 listopada 1941 r.).
Część źródeł podaje, że mjr Jan Wilczak zmarł 9 września 1939 r. w szpitalu w Rozwadowie (obecnie dzielnica Stalowej Woli), w wyniku ran odniesionych pod Broniną .
Jan Wilczak upamiętniony jest na cmentarzu wojennym w Stalowej Woli-Rozwadowie.

## Awanse
- porucznik (zweryfikowany w tym stopniu został z dniem 1.6.1919)[8]
- kapitan (1.1.1928)[13]
- major (1.1.1935)[24]

## Ordery i odznaczenia
- Krzyż Walecznych (dwukrotnie)[6][37][38]
- Złoty Krzyż Zasługi (25 maja 1939)[39][28]
- Srebrny Krzyż Zasługi (10 listopada 1928)[40][22]
- Medal Pamiątkowy za Wojnę 1918–1921[41]
- Medal Dziesięciolecia Odzyskanej Niepodległości[41]
- Odznaka pamiątkowa Korpusu Ochrony Pogranicza „Za Służbę Graniczną”
- Odznaka pamiątkowa 14 Pułku Piechoty

9 grudnia 1935 Komitet Krzyża i Medalu Niepodległości odrzucił wniosek o nadanie mu tego odznaczenia „z powodu braku pracy niepodległościowej”.